# Renato Anselmi
Renato Anselmi, född 26 oktober 1891 i Marigliano, död 3 oktober 1973 i Genua, var en italiensk fäktare.
Anselmi blev olympisk guldmedaljör i sabel vid sommarspelen 1924 i Paris.